# Salzgrabenhöhle
Die Salzgrabenhöhle ist eine natürliche Karsthöhle im Forst Sankt Bartholomä, einer Gemarkung in der oberbayerischen Gemeinde Schönau am Königssee im Landkreis Berchtesgadener Land in Bayern.
Sie wird auch Salzofen genannt und befindet sich im Steinernen Meer, einem Bergstock der Berchtesgadener Alpen; sie gilt als eines der größten bekannten Höhlensysteme Deutschlands. Der etwa 8 m hohe und 20 m breite Höhleneingang befindet sich auf 960 m ü. NN bei ca. 12° 57′ östlicher Länge und 47° 31′ nördlicher Breite in den dem Königssee zugewandten Hängen des Simetsberges, der hier aus Dachsteinkalk aufgebaut ist. Die Höhle wurde 1959 von den Speläologen Erhard Sommer aus Berchtesgaden, der sich große Verdienste um ihre Erschließung erworben hat, und Kajo Wohlgeschaffen entdeckt.
Die Salzgrabenhöhle ist als Geotop-Nummer 172H005 registriert.

## Zutritt
Die Salzgrabenhöhle ist nicht öffentlich zugänglich, ihr Eingang ist vergittert. Vom 1. Oktober bis 30. April darf sie wegen des Winterschlafs der Fledermäuse nicht betreten werden. In den übrigen Monaten kann man mit Erlaubnis der Nationalparkverwaltung Berchtesgaden, die den Schlüssel verwahrt, die Höhle betreten.

## Besonderheiten
Das über 9 km lange Gangsystem der Salzgrabenhöhle ist weit verzweigt und weist enorme Höhenunterschiede auf. Der tiefste Punkt liegt noch relativ nah am Eingang im »Grand Salon« etwa 90 m unter, der bislang höchste erreichte Punkt 324 m über dem Eingangsniveau. Der Gesamthöhenunterschied beläuft sich damit auf mindestens 414 m. Es existieren zwei Hauptgangsysteme in verschiedenen Ebenen. Der größte Raum ist die »Mitternachtshalle« mit einer Ausdehnung von ca. 100 m × 40 m × 80 m. Neben ausgedehnten Hallen finden sich noch Wasserfälle, Siphone, Seen, Kamine und Engstellen. An den Wänden finden sich auch Versteinerungen (z. B. Ammoniten, Korallen, und Megalodonten).
Im mittleren Teil der Höhle ist ein Biwakplatz eingerichtet. An einigen Stellen sind Versicherungen angebracht (Drahtseile, Steighilfen).
Die durchschnittliche Temperatur wird mit etwa 4 °C angegeben. Im Winter vereisen weite Teile des Eingangsbereiches der Höhle.
Über die Salzgrabenhöhle entwässern der Funtensee und der Grünsee in den Königssee, wie mittels Markierungsversuchen festgestellt wurde.

## Gefahren
Die Wasserführung der Salzgrabenhöhle kann jahreszeitlich bedingt stark schwanken (Schneeschmelze) und nach Regenfällen in kurzer Zeit stark ansteigen. Im Juli 1997 wurde 16 Personen der Rückweg vom Wasser abgeschnitten. Sie konnten die Höhle jedoch nach dem Rückgang des Wasserspiegels unbeschadet aus eigener Kraft verlassen. Die Höhle sollte nur mit entsprechender Ausrüstung und in Begleitung von erfahrenen Höhlenkundlern betreten werden.